# Jamba (futbolista)
João Pereira, más conocido como Jamba (nacido el 10 de julio de 1977 en Benguela, Angola), es un futbolista angoleño que juega para el Atlético Petróleos Luanda. Ocupa la demarcación de defensa central. 
Es un integrante de la selección nacional y fue convocado para la Copa Mundial de Fútbol de 2006.
En abril de 2006, sus actuaciones fueron reconocidas cuando fue votado como el Mejor Jugador de Angola —entre aquellos que no jugaban en el extranjero—, en una encuesta de radio a nivel nacional.

## Trayectoria
| Clubes profesionales |                        |                    |                    |      |                    |
| Período              | Club                   | Partidos (goles)   |                    |      |                    |
| 1996-1997            | Primeiro Maio          |                    |                    |      |                    |
| 1997-2007            | Atlético Sport Aviação |                    |                    |      |                    |
| 2007                 | Petro Atlético         |                    |                    |      |                    |
| Selección nacional   | Selección nacional     | Selección nacional | Selección nacional | 2009 | Sporting de Lisboa |
| 1998-                | Angola                 | 38 (0)             |                    |      |                    |

- Datos: Q710252
- Multimedia: Jamba (footballer) / Q710252